# Zette reporter
Pour les articles homonymes, voir Zette et Reporter (homonymie).
Zette reporter est une série de bande dessinée créée par Yvan Marié, sur des scénarios de François Drall. Cette série est publiée dans l'hebdomadaire Lisette, de 1954 à 1960. Ce sont les aventures d'une lycéenne, Zette, qui devient reporter avec son amie Jackie.

## Trame
Zette est blonde, Jackie est brune. Elles sont toutes les deux élèves au lycée de Prébourg. Elles réalisent un petit journal pour leurs camarades de classe, avec leur reportage sur le Mystère de la Tour du croisé.
Leur journal, la Voix de Prébourg, est diffusé à cinquante exemplaires pour son premier numéro, mais obtient un succès immédiat par les informations qu'elles y communiquent.
M. Pressard, le directeur du grand quotidien Paris-Jour découvre leur journal et convoque les deux lycéennes. Il leur propose de travailler pour son quotidien.
Zette et Jacky quittent alors leur lycée. Elles partent pour des reportages à travers le monde, à l’affût d'un scoop pour le journal.
Elles ont maille à partir avec Ulysse Laplume, chroniqueur vedette, qui les jalouse et veut s'approprier les résultats de leurs reportages.

## Historique de la série
Le dessinateur Yvan Marié et le scénariste François Drall sont les auteurs de cette série, qui paraît de 1954 à 1960 dans le journal Lisette. Les scénarios entraînent des histoires longues, de plus de cent pages.
Au lancement de la série, en 1954-1955, Zette reporter est à la une de l'hebdomadaire.

## Jugements sur la série
Henri Filippini juge que les scénarios de François Drall sont passionnants et mouvementés, mélange agréable d'humour, de sentiments amoureux et d'énigmes. Yvan Marié dessine de la façon réaliste et classique de l'époque, mais avec des atmosphères empreintes de mystère et d'exotisme.

## Épisodes
Les premiers épisodes de Zette reporter sont les suivants :
- L'Affaire de la tour des croisés, dans Lisette, 1954 – La statuette de la tour des croisés a disparu ;
- La grande Padowska, dans Lisette, 1954 – Déguisées, Zette et Jackie font un reportage sur une soirée de gala ;
- Au pays du mystère, dans Lisette, 1954 – Aventures en Inde, dans l'État de Chérapoulah ;
- Enquête au cirque, dans Lisette, 1954-1955 – Un cirque est victime de sabotages répétitifs.

Les épisodes se poursuivent jusqu'en 1960.